# Polpenazze del Garda
Polpenazze del Garda – miejscowość i gmina we Włoszech, w regionie Lombardia, w prowincji Brescia.
Według danych na rok 2004 gminę zamieszkiwało 2025 osób, 225 os./km².